# ОР22
Електровоз ОР22 (однофазний з ртутним випрямлячем, 22 — навантаження від колісних пар на рейки, в тоннах) — найперший  в СРСР електровоз змінного струму. Принципова схема електровоза (трансформатор—випрямляч—ТЕД) виявилася настільки вдалою, що її почали використовувати при проектуванні більшості радянських електровозів змінного струму.

## Передумови до створення електровоза
Вперше в Радянському Союзі питання про електрифікацію залізниць на змінному струмі підняли ще в 1920-х, тоді тільки починали електрифікацію через Сурамський перевал. Найпростіші розрахунки показали, що в майбутньому електрична тяга на постійному струмі з номінальною напругою 3000 В не дозволить раціонально вирішити питання збільшення провізної спроможності ліній, шляхом підвищення ваги поїздів і швидкості їх руху. Ці розрахунки показували, що при водінні поїзда масою 10 000 т на підйомі 10 ‰ при швидкості 50 км/год тяговий струм електровозів  скаладатиме більше 6000 А. Це потребувало б збільшення перетину контактного дроту, а також частішого  розташування тягових подстанцій. Загалом вчені порівняли близько двохсот варіантів поєднань виду струму і величин напруг, після чого було прийнято рішення, що оптимальним варіантом електрифікації на змінному струмі є частота (50 Гц) і напруга 20 000 В. Перша система у світі на той час взагалі ніде не була випробувана, а друга була вивчена на мізерному рівні, тому на першій Всесоюзній конференції по електрифікації залізниць було прийнято рішення про спорудження дослідної ділянки, електрифікованої змінним струмом (50 Гц) напругою 20 кВ, а також побудувати електровоз для випробувань.